# Sankt Mårtens kyrka, Lund
Ej att förväxla med Sankt Mårtens kyrka i Mariehamn
Sankt Mårtens kyrka var en katolsk kyrka i Lund under medeltiden. Den låg i kvarteret Sankt Mårten nära hörnet Västra Mårtensgatan/Bankgatan.
Sankt Mårtens kyrka byggdes troligen som en träkyrka på 1000-talet och ersattes av en stenkyrka under 1100-talet. Den var helgad åt Sankt Martin av Tours, som enligt en legend hade gömt sig bland gäss för att slippa bli biskop i Tours, men hade avslöjats av gässens kacklande. 
Kyrkan nämns i en skriftlig källa första gången 1308, då det anges i domkapitlets gåvobok att det ska hållas själamässor i kyrkan för en avliden person. År 1484 slogs tjänsten som sockenpräst i Sankt Mårtens församling samman med tjänsten som altarvikarie för Johannes Döparens altare i domkyrkans krypta. Troligen hade domkapitlet patronatsrätten över kyrkan.
Kyrkan undersöktes arkeologiskt 1915, 1937, 1963, 1975–1976 och 1993. Kyrkan var byggd i romansk stil med kor och absid, och försågs senare med ett torn i väster. Vid grunden till absiden hittades 64 mynt nedgrävda som ett byggnadsoffer. Mynten präglades under kungarna Olof Hungers och Erik Ejegods regeringsperioder, vilket tyder på att kyrkan byggdes senast i början av 1100-talet.
Ett tjockt brandlager tyder på att kyrkan drabbades av brand någon gång under 1200-talet. Vid återuppbyggnaden breddades kyrkans långhus. 
Kyrkan revs efter reformationen i Danmark 1536.